# Ronaldo Souza
Ronaldo Souza dos Santos (Vila Velha, 7 de diciembre de 1979) es un artista marcial mixto brasileño que compitió en la categoría de peso mediano de promotoras como Strikeforce y Ultimate Fighting Championship.

## Primeros años
Souza nació en Vila Velha, Brasil, y fue criado en Cariacica hasta la edad de 15 años. Souza tuvo una dura educación, y el día que cumplió 15 años, vio como uno de sus amigos recibió un disparo que le causó la muerte. Después de este incidente, la madre de Souza le trasladó a Manaos para ir a vivir con su hermano donde comenzó la formación de judo y jiu-jitsu brasileño a la edad de 17. Jacaré ha sido cinco veces Campeón del Mundo de Jiu-Jitsu, incluyendo medallas de oro en la clase de peso abierto en 2003, 2004 y 2005, campeón ADCC de 2005 y subcampeón en la división absoluta ADCC de 2005, sólo perdiendo ante Roger Gracie que lo superaba por aproximadamente 25 libras (11 kilos). Junto con Roger Gracie y Marcelo García, Jacaré es ampliamente considerado como uno de los más grandes practicantes de JJB de su tiempo.

## Carrera en artes marciales mixtas

### Strikeforce
Souza debutó en Strikeforce el 19 de diciembre de 2009 en Strikeforce: Evolution, donde cosechó su primera victoria por sumisión ante Matt Lindland. El 15 de mayo de 2010, Souza se enfrentó a Joey Villaseñor en Strikeforce: Heavy Artillery. Él ganó la pelea por decisión unánime.
Souza se enfrentó a Tim Kennedy el 21 de agosto de 2010 en Strikeforce: Houston por el título vacante de peso medio de Strikeforce, donde ganó por decisión unánime. El 29 de enero de 2011, Souza defendió el cinturón por primera vez contra Robbie Lawler, en Strikeforce: Diaz vs. Cyborg.
En su segunda defensa, Souza perdió el cinturón ante Luke Rockhold por decisión unánime.
El 3 de marzo de 2012, Souza se enfrentó a Bristol Marunde en Strikeforce: Tate vs. Rousey. Souza ganó la pelea por sumisión en la tercera ronda.
Souza se enfrentó a Derek Brunson el 18 de agosto de 2012 en Strikeforce: Rousey vs. Kaufman. Souza ganó la pelea por nocaut en la primera ronda tras mandar al suelo a Brunson con un derechazo.
Souza se enfrentó a Ed Herman en el evento final de Strikeforce, Strikeforce: Marquardt vs. Saffiedine, el 12 de enero de 2013. Él ganó por sumisión en la primera ronda.

### Ultimate Fighting Championship
En enero de 2013, Souza firmó un contrato de cinco peleas con el UFC.
Se esperaba que Souza se enfrentara a Costa Philippou el 18 de mayo de 2013 en UFC on FX 8. Sin embargo, Philippou se retiró de la pelea a principios de mayo citando un corte sobre su ojo, y fue reemplazado por Chris Camozzi. Souza ganó la pelea por sumisión técnica en la primera ronda, ganando así el premio a la Sumisión de la Noche.
En su segundo combate, Souza se enfrentó a Yushin Okami el 4 de septiembre de 2013 en UFC Fight Night 28. Souza ganó la pelea por nocaut técnico en la primera ronda.
Souza se enfrentó a Francis Carmont el 15 de febrero de 2014 en UFC Fight Night 36. Souza ganó la pelea por decisión unánime. Tras el combate, Jacaré reveló que se había lesionado durante su entrenamiento y requería cirugía.
Souza tenía previsto enfrentarse a Gegard Mousasi el 2 de agosto de 2014 en UFC 176. Sin embargo, tras la cancelación de UFC 176, el combate Souza/Mousasi fue reprogramado y tuvo lugar el 5 de septiembre de 2014 en UFC Fight Night 50. Souza ganó la pelea por sumisión en la tercera ronda, ganando así el premio a la Actuación de la Noche.
El 18 de abril de 2015, Souza se enfrentó a Chris Camozzi en UFC on Fox 15. Souza ganó la pelea por sumisión en la primera ronda.
El 12 de diciembre de 2015, Souza se enfrentó a Yoel Romero en UFC 194. Souza perdió la pelea por decisión dividida.
Souza se enfrentó a Vitor Belfort el 14 de mayo de 2016 en UFC 198. Souza ganó la pelea por nocaut técnico en la primera ronda, ganando así el premio a la Actuación de la Noche.
El 27 de noviembre de 2016 en Melbourne, Australia el excampeón de peso medio de Strikeforce Luke Rockhold y Souza iban a enfrentarse por segunda vez en su carrera en el combate estelar en UFC Fight Night 101. No obstante, el 1 de noviembre se dio a conocer que Rockhold no participaría en el evento debido a un esguince en el ligamento cruzado anterior. Por lo tanto, la pelea de peso medio entre Robert Whittaker y Derek Brunson originalmente coestelar del evento fue programada combate estelar de la cartelera.
El 11 de febrero de 2017, Souza se enfrentó a Tim Boetsch en UFC 208. Ganó la pelea por sumisión en la primera ronda.
Souza luchó contra Robert Whittaker el 15 de abril de 2017 en UFC on Fox 24. Perdió por nocaut en la segunda ronda. Durante el fin de semana del evento, Souza firmó un nuevo acuerdo de ocho peleas con UFC.
Souza se enfrentó a Derek Brunson en una revancha el 27 de enero de 2018 en UFC on Fox 27. Ganó la pelea por TKO en la primera ronda. Tras el combate, recibió el premio a la Actuación de la Noche.
Souza se enfrentó a Kelvin Gastelum el 12 de mayo de 2018 en UFC 224. Perdió la pelea por decisión dividida. Ambos peleadores recibieron el premio de Pelea de la Noche.
Se esperaba que Souza se enfrentara a David Branch el 3 de noviembre de 2018 en UFC 230. Sin embargo, el 19 de octubre de 2018 se informó que Souza reemplazó al lesionado Luke Rockhold para enfrentar a Chris Weidman en el evento.
Souza estaba programado para enfrentar a Yoel Romero el 27 de abril de 2019 en UFC Fight Night 150. Sin embargo, se informó a principios de abril que Romero se retiró de la pelea debido a una enfermedad. Souza permaneció en la cartelera y se enfrentó a Jack Hermansson en el evento principal en UFC Fight Night: Jacaré vs. Hermansson. Perdió la pelea por decisión unánime.
Souza ascendió a la división de peso semipesado y se enfrentó a Jan Błachowicz el 16 de noviembre de 2019 en UFC Fight Night: Błachowicz vs. Jacaré. Perdió la pelea por decisión dividida. 
Souza estaba programado para enfrentar a Uriah Hall para una pelea de peso mediano el 18 de abril de 2020 en UFC 249. Sin embargo, el 9 de abril, Dana White, el presidente de UFC anunció que este evento se pospuso y la pelea y el evento se reprogramaron para el 9 de mayo de 2020.  El 8 de mayo, Souza tuvo que retirarse de la pelea después de dar positivo por COVID-19.
Se esperaba que Souza se enfrentara a Marvin Vettori el 12 de diciembre de 2020 en UFC 256. Sin embargo, la pelea se canceló cuando se reveló que Vettori serviría como reemplazo tardío para enfrentar a Jack Hermansson en UFC en ESPN 19 y Souza en su lugar se enfrentó a Kevin Holland. Perdió la pelea por nocaut en la primera ronda.
Souza se enfrentó a André Muniz el 15 de mayo de 2021 en UFC 262. Perdió la pelea por sumisión técnica en el primer asalto después de que su brazo se rompiera mientras estaba atrapado en una llave de brazo.  Souza se sometió a una cirugía para reparar su húmero derecho. La pelea fue la última de su contrato vigente, lo que lo convirtió en agente libre después de que la organización no volviera a contratar a Souza. 
El 10 de agosto de 2021, Souza anunció que se retiraba de las MMA, insinuando un regreso al Jiu-jitsu brasileño.

## Campeonatos y logros
- Ultimate Fighting Championship
  - Pelea de la Noche (Dos veces)
  - Actuación de la Noche (Cuatro veces)
  - Sumisión de la Noche (Una vez)

- Strikeforce
  - Campeón de Peso Medio (Una vez)

- DREAM
  - DREAM GP de Peso Medio (Finalista)

- Sherdog
  - Tercer equipo más violento (2014)

## Récord en artes marciales mixtas
| Resultado     | Récord    | Oponente              | Método                                | Evento                                 | Fecha                    | Ronda | Tiempo | Localización                     | Notas                                                    |
| ------------- | --------- | --------------------- | ------------------------------------- | -------------------------------------- | ------------------------ | ----- | ------ | -------------------------------- | -------------------------------------------------------- |
| Derrota       | 26–10 (1) | André Muniz           | Sumisión técnica (armbar)             | UFC 262                                | 15 de mayo de 2021       | 1     | 3:59   | Houston, Texas                   |                                                          |
| Derrota       | 26–9 (1)  | Kevin Holland         | KO (puñetazo y golpes)                | UFC 256                                | 12 de diciembre de 2020  | 1     | 1:45   | Las Vegas, Nevada                | Regreso a peso medio                                     |
| Derrota       | 26–8 (1)  | Jan Błachowicz        | Decisión (dividida)                   | UFC Fight Night: Błachowicz vs. Jacaré | 16 de noviembre de 2019  | 5     | 5:00   | Sao Paulo                        | Debut en peso semipesado.                                |
| Derrota       | 26–7 (1)  | Jack Hermansson       | Decisión (unánime)                    | UFC Fight Night: Jacaré vs. Hermansson | 27 de abril de 2019      | 5     | 5:00   | Sunrise, Florida                 |                                                          |
| Victoria      | 26–6 (1)  | Chris Weidman         | TKO (golpes)                          | UFC 230                                | 3 de noviembre de 2018   | 3     | 2:46   | Ciudad de Nueva York, Nueva York | Pelea de la Noche.                                       |
| Derrota       | 25–6 (1)  | Kelvin Gastelum       | Decisión (dividida)                   | UFC 224                                | 12 de mayo de 2018       | 3     | 5:00   | Río de Janeiro                   | Pelea de la Noche.                                       |
| Victoria      | 25–5 (1)  | Derek Brunson         | TKO (patada en la cabeza y golpes)    | UFC on Fox: Jacaré vs. Brunson 2       | 27 de enero de 2018      | 1     | 3:50   | Charlotte, North Carolina        | Actuación de la Noche.                                   |
| Derrota       | 24–5 (1)  | Robert Whittaker      | TKO (patada en la cabeza y golpes)    | UFC on Fox: Johnson vs. Reis           | 15 de abril de 2017      | 2     | 3:28   | Kansas City, Misuri              |                                                          |
| Victoria      | 24–4 (1)  | Tim Boetsch           | Sumisión (kimura)                     | UFC 208                                | 11 de febrero de 2017    | 1     | 3:41   | Brooklyn, Nueva York             | Actuación de la Noche.                                   |
| Victoria      | 23–4 (1)  | Vitor Belfort         | TKO (golpes)                          | UFC 198                                | 14 de mayo de 2016       | 1     | 4:38   | Curitiba                         | Actuación de la Noche.                                   |
| Derrota       | 22–4 (1)  | Yoel Romero           | Decisión (dividida)                   | UFC 194                                | 12 de diciembre de 2015  | 3     | 5:00   | Las Vegas, Nevada                |                                                          |
| Victoria      | 22–3 (1)  | Chris Camozzi         | Sumisión verbal (armbar)              | UFC on Fox: Machida vs. Rockhold       | 18 de abril de 2015      | 1     | 2:33   | Newark, Nueva Jersey             |                                                          |
| Victoria      | 21–3 (1)  | Gegard Mousasi        | Sumisión (guillotine choke)           | UFC Fight Night: Souza vs. Mousasi     | 5 de septiembre de 2014  | 3     | 4:30   | Ledyard, Connecticut             | Actuación de la Noche.                                   |
| Victoria      | 20–3 (1)  | Francis Carmont       | Decisión (unánime)                    | UFC Fight Night: Machida vs. Mousasi   | 15 de febrero de 2014    | 3     | 5:00   | Jaraguá do Sul                   |                                                          |
| Victoria      | 19–3 (1)  | Yushin Okami          | TKO (golpes)                          | UFC Fight Night: Teixeira vs. Bader    | 4 de septiembre de 2013  | 1     | 2:47   | Belo Horizonte                   |                                                          |
| Victoria      | 18–3 (1)  | Chris Camozzi         | Sumisión (arm-triangle choke)         | UFC on FX: Belfort vs. Rockhold        | 18 de mayo de 2013       | 1     | 3:37   | Jaraguá do Sul                   | Sumisión de la Noche.                                    |
| Victoria      | 17–3 (1)  | Ed Herman             | Sumisión (kimura)                     | Strikeforce: Marquardt vs. Saffiedine  | 12 de enero de 2013      | 1     | 3:10   | Oklahoma City, Oklahoma          | Peso acordado de 194 lbs (87,9 kg).                      |
| Victoria      | 16–3 (1)  | Derek Brunson         | KO (golpes)                           | Strikeforce: Rousey vs. Kaufman        | 18 de agosto de 2012     | 1     | 0:41   | San Diego, California            |                                                          |
| Victoria      | 15–3 (1)  | Bristol Marunde       | Sumisión (arm-triangle choke)         | Strikeforce: Tate vs. Rousey           | 3 de marzo de 2012       | 3     | 2:43   | Columbus, Ohio                   |                                                          |
| Derrota       | 14–3 (1)  | Luke Rockhold         | Decisión (unánime)                    | Strikeforce: Barnett vs. Kharitonov    | 10 de septiembre de 2011 | 5     | 5:00   | Cincinnati, Ohio                 | Perdió el Campeonato de Peso Medio de Strikeforce.       |
| Victoria      | 14–2 (1)  | Robbie Lawler         | Sumisión (rear-naked choke)           | Strikeforce: Diaz vs. Cyborg           | 29 de enero de 2011      | 3     | 2:00   | San José, California             | Defendió el Campeonato de Peso Medio de Strikeforce.     |
| Victoria      | 13–2 (1)  | Tim Kennedy           | Decisión (unánime)                    | Strikeforce: Houston                   | 21 de agosto de 2010     | 5     | 5:00   | Houston, Texas                   | Ganó el Campeonato vacante de Peso Medio de Strikeforce. |
| Victoria      | 12–2 (1)  | Joey Villaseñor       | Decisión (unánime)                    | Strikeforce: Heavy Artillery           | 15 de mayo de 2010       | 3     | 5:00   | San Luis, Misuri                 |                                                          |
| Victoria      | 11–2 (1)  | Matt Lindland         | Sumisión (arm-triangle choke)         | Strikeforce: Evolution                 | 19 de diciembre de 2009  | 1     | 4:18   | San José, California             |                                                          |
| Sin resultado | 10–2 (1)  | Jason Miller          | Sin resultado (patada ilegal)         | DREAM 9                                | 26 de mayo de 2009       | 1     | 2:33   | Yokohama                         | Por el Campeonato vacante de Peso Medio de DREAM.        |
| Derrota       | 10–2      | Gegard Mousasi        | KO (patada baja ascendente)           | DREAM 6                                | 23 de septiembre de 2008 | 1     | 2:15   | Saitama                          | Por el Campeonato vacante de Peso Medio de DREAM.        |
| Victoria      | 10–1      | Zelg Galešić          | Sumisión (armbar)                     | DREAM 6                                | 23 de septiembre de 2008 | 1     | 1:27   | Saitama                          |                                                          |
| Victoria      | 9–1       | Jason Miller          | Decisión (unánime)                    | DREAM 4                                | 15 de junio de 2008      | 2     | 5:00   | Yokohama                         |                                                          |
| Victoria      | 8–1       | Ian Murphy            | Sumisión (rear-naked choke)           | DREAM 2                                | 29 de abril de 2008      | 1     | 3:37   | Saitama                          |                                                          |
| Victoria      | 7–1       | Wendell Santos        | Sumisión (golpes)                     | Hero's The Jungle                      | 13 de octubre de 2007    | 1     | 1:40   | Manaos                           |                                                          |
| Victoria      | 6–1       | José Gomes de Ribamar | Sumisión (armbar)                     | Amazon Challenge                       | 29 de septiembre de 2007 | 1     | 3:28   | Manaos                           |                                                          |
| Victoria      | 5–1       | Bill Vucick           | Sumisión (golpes)                     | Gracie FC: Evolution                   | 19 de mayo de 2007       | 1     | 3:01   | Columbus, Ohio                   |                                                          |
| Victoria      | 4–1       | Haim Gozali           | Sumisión (rear-naked choke)           | Jungle Fight Europe                    | 17 de diciembre de 2006  | 1     | 1:34   | Ljubljana                        |                                                          |
| Victoria      | 3–1       | Alekséi Prokófiev     | Sumisión (triangle choke)             | Fury FC 1                              | 27 de septiembre de 2006 | 1     | 2:30   | São Paulo                        |                                                          |
| Victoria      | 2–1       | Alexander Shlemenko   | Sumisión técnica (arm-triangle choke) | Jungle Fight 6                         | 29 de abril de 2006      | 1     | 2:10   | Manaos                           |                                                          |
| Victoria      | 1–1       | Victor Babkir         | Sumisión (golpes)                     | Jungle Fight 2                         | 15 de mayo de 2004       | 1     | 0:56   | Manaos                           |                                                          |
| Derrota       | 0–1       | Jorge Patino          | KO (golpes)                           | Jungle Fight 1                         | 13 de septiembre de 2003 | 1     | 3:13   | Manaos                           |                                                          |